# Жоне-Мариньї
Жоне-Мариньї (фр. Jaunay-Marigny) — муніципалітет у Франції, у регіоні Нова Аквітанія, департамент В'єнна. Жоне-Мариньї утворено 1 січня 2017 року шляхом злиття муніципалітетів Жоне-Клан i Мариньї-Бризе. Адміністративним центром муніципалітету є Жоне-Клан. Населення — 7687 осіб (01.01.2021).